# The Corner (film 1916)
The Corner è un film muto del 1916 diretto da Walter Edwards. Tra le comparse, anche John Gilbert, in uno dei suoi primi film.

## Trama
David Waltham è uno spietato uomo d'affari che è diventato milionario con il mercato alimentare, comprando e chiudendo molte industrie conserviere. Uno delle migliaia di disoccupati ridotti sul lastrico a causa delle manovre di Waltham è John Adams, un ingegnere costretto alla fame che viene sorpreso a rubare del pane. Arrestato, viene condannato a una casa di lavoro per un periodo di trenta giorni.
Quando torna a casa, scopre che la moglie nel frattempo, per sfamare i loro bambini, è stata costretta a prostituirsi, cedendo all'esattore delle tasse. La situazione economica del paese peggiora sempre più, ma Waltham non fa niente per porvi rimedio. Esasperato, Adams riesce ad attirare in un magazzino vuoto il finanziere: lì, lo atterra e lo lega. Poi lo lascia da solo, con del cibo fuori dalla sua portata, nascosto dietro a delle scatole. Dopo alcuni giorni, gli sforzi di Waltham per cercare di raggiungere il cibo provocano la caduta delle scatole che cadono su di lui, seppellendolo.

## Produzione
Il film fu prodotto nel 1915 dalla Kay-Bee Pictures e New York Motion Picture. Venne girato a San Bernardino, California, con la supervisione di Thomas H. Ince.

## Distribuzione
Distribuito dalla Triangle Distributing, il film uscì nelle sale statunitensi il 9 gennaio 1916. Venne presentato in prima a New York nel dicembre 1915.